# Annantalo
La Maison d'Anna (finnois : Annantalo) est un centre artistique dans le quartier de Kamppi à Helsinki en Finlande.

## Histoire
Le bâtiment de style néorenaissance conçu en 1886 par Gustaf Nyström comme école primaire est situé au coin des rues Annankatu et Kansakoulukatu. 
Depuis sa restauration en 1987, Annantalo est devenu un centre artistique pour les enfants et les jeunes.
24.934642
Tous les enseignants de l'école sont des artistes. 
Annantalo est un centre de recherche, d'expérimentation et de développement de l'éducation artistique. 
Le centre est membre du réseau européen des organismes artistiques pour les enfants et les jeunes EUnetART .